# Plecoptera approximans
Plecoptera approximans là một loài bướm đêm trong họ Erebidae.